# Biantes ganesh
Biantes ganesh – gatunek kosarza z podrzędu Laniatores i rodziny Biantidae.

## Występowanie
Gatunek występuje w Nepalu.